# Élections législatives zambiennes de 2016
Les élections législatives zambiennes de 2016 ont lieu le 11 août 2016 afin de renouveler les membres de l'Assemblée nationale de la Zambie. Le premier tour d'une élection présidentielle et un référendum constitutionnel sont organisés simultanément.
Le scrutin est une victoire pour le Front patriotique, qui passe d'une majorité relative à une majorité absolue des sièges.

## Contexte
Les élections législatives de septembre 2011 donnent lieu à une alternance politique, le Mouvement pour la démocratie multipartite cédant le pouvoir au Front patriotique.

## Système électoral
La Zambie est dotée d'un parlement unicaméral, l'Assemblée nationale, composé de 167 sièges pourvus pour cinq ans, dont 156 au scrutin uninominal majoritaire à un tour dans autant de circonscriptions électorales. Dans chacune d'elles, le candidat ayant recueilli le plus de suffrages l'emporte. A ces députés directement élus s'ajoutent jusqu'à 8 autres nommés par le président pour la représentation de compétences ou d'intérêts particuliers, ou en cas de sous représentation de l'un ou l'autre sexe. Enfin, trois membres sont ex officio : le vice président de la république, le président de l'assemblée et le premier président adjoint. Ces deux derniers, élus parmi des non parlementaires, deviennent ainsi membres de droit,.

## Résultats
|                          |                                                       |           |               |       |        |               |  |  |  |
| Parti                    | Parti                                                 | Votes     | %             | +/-   | Sièges | +/-           |  |  |  |
|                          | Front patriotique (PF)                                | 1 537 946 | 42,01         | 3,59  | 80     | 20            |  |  |  |
|                          | Parti unifié pour le développement national (UPND)    | 1 525 049 | 41,66         | 24,45 | 58     | 30            |  |  |  |
|                          | Mouvement pour la démocratie multipartite (MMD)       | 99 356    | 2,71          | 30,73 | 3      | 52            |  |  |  |
|                          | Forum pour la démocratie et le développement (FDD)    | 79 489    | 2,17          | 1,42  | 1      | en stagnation |  |  |  |
|                          | Parti arc en ciel (RP)                                | 34 906    | 0,95          | Nv    | 0      | en stagnation |  |  |  |
|                          | Parti de la restauration nationale (NAREP)            | 10 887    | 0,30          | 0,13  | 0      | en stagnation |  |  |  |
|                          | Alliance pour la démocratie et le développement (ADD) | 8 269     | 0,23          | 0,99  | 0      | 1             |  |  |  |
|                          | Front démocratique uni (UDF)                          | 7 643     | 0,21          | Nv    | 0      | en stagnation |  |  |  |
|                          | Parti uni de l'indépendance nationale (UNIP)          | 7 253     | 0,20          | 0,48  | 0      | en stagnation |  |  |  |
|                          | Parti progressiste doré (GPP)                         | 1 461     | 0,04          | Nv    | 0      | en stagnation |  |  |  |
|                          | Parti révolutionnaire radical (RRP)                   | 831       | 0,02          | Nv    | 0      | en stagnation |  |  |  |
|                          | Parti vert (GP)                                       | 407       | 0,01          | Nv    | 0      | en stagnation |  |  |  |
|                          | Parti progressiste uni (UPP)                          | 333       | 0,01          | Nv    | 0      | en stagnation |  |  |  |
|                          | Indépendants                                          | 347 005   | 9,48          | 2,03  | 14     | 11            |  |  |  |
|                          | Membres nommés                                        |           |               |       | 8      | en stagnation |  |  |  |
|                          | Membres ex officio                                    | 3         | en stagnation |       |        |               |  |  |  |
|                          |                                                       |           |               |       |        |               |  |  |  |
| Votes valides            | Votes valides                                         | 3 660 835 | 97,55         |       |        |               |  |  |  |
| Votes blancs et nuls     | Votes blancs et nuls                                  | 92 044    | 2,45          |       |        |               |  |  |  |
| Total                    | Total                                                 | 3 752 879 | 100           | -     | 167    | en stagnation |  |  |  |
| Abstentions              | Abstentions                                           | 2 945 493 | 43,97         |       |        |               |  |  |  |
| Inscrits / participation | Inscrits / participation                              | 6 698 372 | 56,03         |       |        |               |  |  |  |

## Conséquences
Le scrutin est une victoire pour le Front patriotique, qui passe d'une majorité relative à une majorité absolue des sièges.